# Saturn Return
Saturn Return est le premier album studio de l'autrice-compositrice-interprète canadienne Rêve. L'album est sorti le 20 octobre 2023 via 31 East et Universal Music Canada.

## Liste des pistes
| 1.    | Breaking Up with Jesus  | Stouffer                               | 2:57 |
| 2.    | Disco at the Strip Club | Ryden                                  | 3:07 |
| 3.    | Contemporary Love       | Wise                                   | 2:47 |
| 4.    | Big Boom                | Banx & Ranx                            | 2:14 |
| 5.    | CTRL + ALT + DEL        | Banx & Ranx                            | 2:33 |
| 6.    | Hypersexual             | Banx & Ranx                            | 2:18 |
| 7.    | EX EX EX (Whoops)       | Banx & Ranx                            | 2:23 |
| 8.    | Tongue                  | Ryden                                  | 2:13 |
| 9.    | My My (What a Life)     | - Banx & Rax - Buron                   | 2:41 |
| 10.   | Past Life               | - Derek Hoffman - Slater Manzo         | 4:23 |
| 11.   | Whitney                 | - Banx & Ranx - Aaron Paris - Stouffer | 3:11 |
| 12.   | Release Me              | - Gendron - Casper Koelman             | 5:09 |
| 13.   | Saturn Return           | Ryden                                  | 3:52 |
| 39:48 |                         |                                        |      |

## Personnel
- Rêve – chant
- Aaron Paris – alto (pistes 2, 12) ; violoncelle, arrangement de cordes (2); violon (12)
- Carl Ryden – programmation (2)
- Mike Wise – programmation (3)
- Zacharie Raymond – claviers (4, 6), programmation (5, 7, 9, 11)
- Yannick Rastogi – claviers (4, 6), programmation (5, 7, 9, 11)
- Carl Ryden – programmation (8, 13) ; guitare, claviers (8)
- Bryn McCutcheon – chant supplémentaire (8)
- Kirstyn Johnson – chant supplémentaire (8)
- Tim Buron – programmation (9)
- Derek Hoffman – piano (10)
- Les Ai – cordes (10)
- Brendan Rogers – violoncelle (11)
- Joël Stouffer – programmation (11)
- Casper Koelman – programmation (12)
- Max-Antoine Gendron – programmation (12)

Technique
- Nathan Dantzler – maîtrise (1–4, 6–13)
- Kyle Mangels – mixage (1–4, 6–13)
- Non. F – mastering, mixage (5)
- Joël Stouffer – ingénierie (1)
- Carl Ryden – ingénierie (2, 8, 13)
- Josh Polasz – ingénierie (2)
- Dave Mohasci – ingénierie (3)
- Mike Wise – ingénierie (3)
- Zacharie Raymond – ingénierie (4-7, 9, 11)
- Yannick Rastogi – ingénierie (4–7, 9)
- Tim Buron – ingénierie (9)
- Derek Hoffman – ingénierie (10)
- Slater Manzo – ingénierie (10)
- Bluxz Brando – ingénierie (11)
- Casper Koelman – ingénierie (12)
- Max-Antoine Gendron – ingénierie (12)